# Trezevant
Trezevant és una població dels Estats Units a l'estat de Tennessee. Segons el cens del 2000 tenia 901 habitants.

## Demografia
Segons el cens del 2000, Trezevant tenia 901 habitants, 390 habitatges, i 255 famílies. La densitat de població era de 252,1 habitants/km².
Dels 390 habitatges en un 27,9% hi vivien nens de menys de 18 anys, en un 48,5% hi vivien parelles casades, en un 11,8% dones solteres, i en un 34,6% no eren unitats familiars. En el 31,5% dels habitatges hi vivien persones soles el 19,2% de les quals corresponia a persones de 65 anys o més que vivien soles. El nombre mitjà de persones vivint en cada habitatge era de 2,31 i el nombre mitjà de persones que vivien en cada família era de 2,9.
Per edats la població es repartia de la següent manera: un 23% tenia menys de 18 anys, un 7% entre 18 i 24, un 27,5% entre 25 i 44, un 22% de 45 a 60 i un 20,5% 65 anys o més.
L'edat mediana era de 40 anys. Per cada 100 dones de 18 o més anys hi havia 81,2 homes.
La renda mediana per habitatge era de 22.045 $ i la renda mediana per família de 30.917 $. Els homes tenien una renda mediana de 28.482 $ mentre que les dones 18.021 $. La renda per capita de la població era de 13.969 $. Entorn del 17,9% de les famílies i el 21,1% de la població estaven per davall del llindar de pobresa.

## Poblacions més properes
El següent diagrama mostra les poblacions més properes.